# Pik Alexander von Humboldt
Der Pik Alexander von Humboldt ist ein 5020 m hoher Berg in der Engiltschekkette im Tian-Shan-Gebirge im Osten Kirgisistans.
Er liegt 29 Kilometer westlich des Pik Schokalskowo, des höchsten Gipfels der Engiltschekkette, sowie 26 Kilometer nördlich der Grenze zu Xinjiang (VR China).
Der bis dahin namenlose Berg wurde 2003 von einer Expedition der Sektion Berlin des Deutschen Alpenvereins unter Bergführer Alexios Passalidis erstbestiegen und nach dem Naturforscher Alexander von Humboldt benannt. Der Schwierigkeitsgrad der Route über einen Hängegletscher auf der Nordostseite und den Nordgrat wurde mit 5A (russische Skala) bzw. TD (SAC-Berg- und Hochtourenskala) bei einer Eisneigung von durchgehend 50°, stellenweise bis 85°, angegeben.

## Karten
- Blatt 0/14 Inylchek – Tien Shan, Kyrgyzstan, Alpenvereinskarte 1:100.000
- Kartenblatt k-44-14 der Sowjetischen Generalstabskarte 1:200.000
- Kartenblatt k-44-063 der Sowjetischen Generalstabskarte 1:100.000